# Jakub Szulc
Jakub Maciej Szulc (Kłodzko; 21 de Dezembro de 1973 — ) é um político da Polónia. Ele foi eleito para a Sejm em 25 de Setembro de 2005 com 5004 votos em 2 no distrito de Wałbrzych, candidato pelas listas do partido Platforma Obywatelska.